# Boeing B-17 Flying Fortress
Boeing B-17 Flying Fortress, znan tudi kot "leteča trdnjava", je bil ameriški težki bombnik druge svetovne vojne z 4 motorji in sredinsko nameščenimi krili. Nastal je kot produkt naročila USAAC, ki je imel potrebe po 200 težkih bombnikih in razvojni tekmi med podjetji Douglas, Martin in Boeing. Imel je velik akcijski doseg (do 6035 km). Bil je izboljšana različica Boeinga XB-15. Prvi preizkusni polet je opravil že leta julija 1935. Nosilnost je bila med večjimi na Evropskih tleh, saj je lahko nosil tudi 8000 kg bomb, čeprav je bila skupna masa naloženega tovora običajno okrog 2500 kg. Največja hitrost je bila 480 km/h, potovalna hitrost približno 260 km/h. Do višine 22 000 ft lahko držijo motorji polno moč zaradi prisilnega polnjenja.

### Začetki in razvoj B-17
8. avgusta 1934 je USAAC objavil predlog za zamenjavo bombnikov, ki bi delovali na območju severnega Pacifika oz. Havajev in Aljaske. S tem bi nadomestili bombnik Martin B-10. V razpisu je bilo zahtevano letalo, ki bi nosila v boju uporabljivo bombno količino 10 ur na višini 3.000 m z najmanj 320 km/h. Prijavili so se Douglas z prototipom Douglas DB-1, Martin z modelom 146 ter Boeing s svojim modelom 299.

### Namembnost
Uporabljali so ga za bombardiranje vojaške industrije, letališč in drugih strateških ciljev na predvsem nemško okupiranem ozemlju. Med drugo svetovno vojno je odvrgel več bomb kot katerokoli drugo letalo ameriških vojaških sil in sicer 640.000 ton od skupno 1,5 milijona ton. Primarno je služil na evropskem bojišču, uporabljali pa so ga tudi proti Japonski. B-17 so uporabljale tudi britanske letalske sile (RAF), ki na začetku vojne niso imele nobenega težkega bombnika. 73 letal so dobile tudi sovjetske letalske sile v okviru vojaške pomoči. Glavni uporabnik so bile United States Army Air Force (USAAF), ki so bombardirale podnevi, Britanci pa ponoči. B-17 je sprva trpel hude izgube, ker ni imel spremljevalnih lovcev. Zato so povečali število 12,7 mm strojnic .50 " M2 Browning na 13 pri izvedbi B-17G. Prepoznamo jo tudi po kupoli pod nosom, saj so tedanje raziskave pokazale največji mrtvi kot strojnic prav s čela.
B-17 so dobili sloves kot zelo trdoživa letala in so lahko letela kljub težkim poškodbam. Velikokrat so se vrnila domov s poškodovanimi krili, pokvarjenimi motorji in manjkajočmi deli. Glavni nasprotnik B-17 so bili nemški lovci Messerschmitt Bf 109, Focke-Wulf Fw 190 in protiletalsko topništvo Flak. Zaradi počasnosti so se letala zbirala v formacijah po 18 bombnikov, včasih pa so 3 formacije postavile vertikalno zaradi izboljšanja strelne moči in prekrivnosti. To je povzročilo preglavice nemškim pilotom, ki so med formacije metali bombe in celo streljali rakete. Navkljub priljubljenosti pri pilotih ni izpolnila upov načrtovalcev, ki so upali na samostojni visokoleteči težki bombnik. Na misijah brez dodatne zaščite so bile izgube velike. Z prihodom daljinskih lovcev P-51 Mustang so se izgube drastično znižale, saj so bili bombniki kriti med celotnim letom in ne le npr. na ozemlju Velike Britanije.
Na sestanku pred odpravo smo Izvedeli, da je tarča kompleks tovarn krogličnih ležajev in da bo vojna šest mesecev krajša, če ga bomo spremenili v prah. Do nemške meje so nas spremljali lovci. F-47 thunderbird s.. in ko smo prispeli tja, so pomahali s krili v pozdrav in se obrnili v drugo smer. V nekaj minutah so nas napadli roji sovražnih lovcev. Smrtonosnim letalom Me109 in FW 190 so se pridružila Me110 in Ju88; Nemci so proti nam poslali vse, kar so imeli. Naše desno krilo je zadela 20 mm granata in za nekaj centimetrov zgrešila tanke z gorivom, in moj bombardi') je zaklical, da so v okrovu drugega motorja 30-milimetrske luknje. Škatlasti formaciji na skrajni levi in desni sta bili deležni največ pozornosti. Takoj ko "trdnjave" niso bile več pod zaščito formacije, so prihrumeli sovražni lovci, in jih sestrelili. Nebo se je posulo s padali, saj so ameriški piloti skakali iz svojih gorečih B-17; posebej grozljiva je bila "trdnjava", ki je eksplodirala kar v zraku in posadka ni imela možnosti, da bi ušla. Tovarne krogličnih ležajev smo bombardirali ob 15.11 in se nato obrnili proti domu; po oglju in dimu sodeč so bombniki uničili tarčo. Takrat so ponovno prihrumeli lovci Me109 in FW 190. Naše letalo med povratkom ni bilo zadeto, toda bombnike B-17 v drugih formacijah so neusmiljeno tolkli ... Ameriška padala so ponovno napolnila nebo in še nekaj B-17 je strmoglavilo na tla ali se spremenilo v ognjene krogle. Preživela letala — številna z ranjenci na krovu — so v svojih oporiščih pristala okrog 18. ure ... 
— Eddie Derfield, 303. bombniška skupina Ameriškega vojnega letalstva, o bombardiranju tovarne krogličnih ležajev v Schweinfurtu, severna Bavarska

## Specifikacije(B-17G)
Splošne značilnosti
- Posadka: 10: Pilot, co-pilot, navigator, bombardier/nose gunner, flight engineer/top turret gunner, radio operator, waist gunners (2), ball turret gunner, tail gunner
- Dolžina: 74 ft 4 in (22,66 m)
- Razpon kril: 103 ft 9 in (31,62 m)
- Višina: 19 ft 1 in (5,82 m)
- Površina kril: 1,420 sq ft (0,1319 m2)
- Aeroprofil: NACA 0018 / NACA 0010
- Teža praznega letala: 36,135 lb (16 kg)
- Bruto teža: 54,000 lb (24 kg)
- Maks. vzletna teža: 65,500 lb (30 kg)
- Aspect ratio: 7.57
- Pogon letala: 4 × Wright R-1820-97 "Cyclone" turbosupercharged radial engines, 1,200 hp (0,895 kW)  vsak
- Propelerji: št. lopatic: 3 Hamilton-Standard constant-speed propeller

Zmogljivost
- Maks. hitrost: 287 mph (462 km/h; 249 kn)
- Potovalna hitrost: 182 mph (158 kn; 293 km/h)
- Doseg: 2,000 mi (2 nmi; 3 km) with 6,000 lb (2,700 kg) bombload
- Višina leta (servisna): 35,600 ft (11 m)
- Hitrost vzpenjanja: 900 ft/min (4,6 m/s)
- Obremenitev krila: 380 lb/sq ft (1.900 kg/m2)
- Razmerje moč/teža: 0.089 hp/lb (150 W/kg)

Oborožitev

- Guns: 13 × .50 in (12.7 mm) M2 Browning machine guns in 9 positions (2 in the Bendix chin turret, 2 on nose cheeks, 2 staggered waist guns, 2 in upper Sperry turret, 2 in Sperry ball turret in belly, 2 in the tail and one firing upwards from radio compartment behind bomb bay)
- Bombs:
  - Short range missions; Internal load only (<400 mi): 8,000 lb (3,600 kg)
  - Long range missions; Internal load only (≈800 mi): 4,500 lb (2,000 kg)
  - Max Internal and External load: 17,600 lb (7,800 kg)

## Seznam sklicev
1. ↑  Sulzberg, C.L. (1968). Druga Svetovna Vojna. Ljubljana: Mladinska Knjiga. str. 440-441.